# NGC 7658

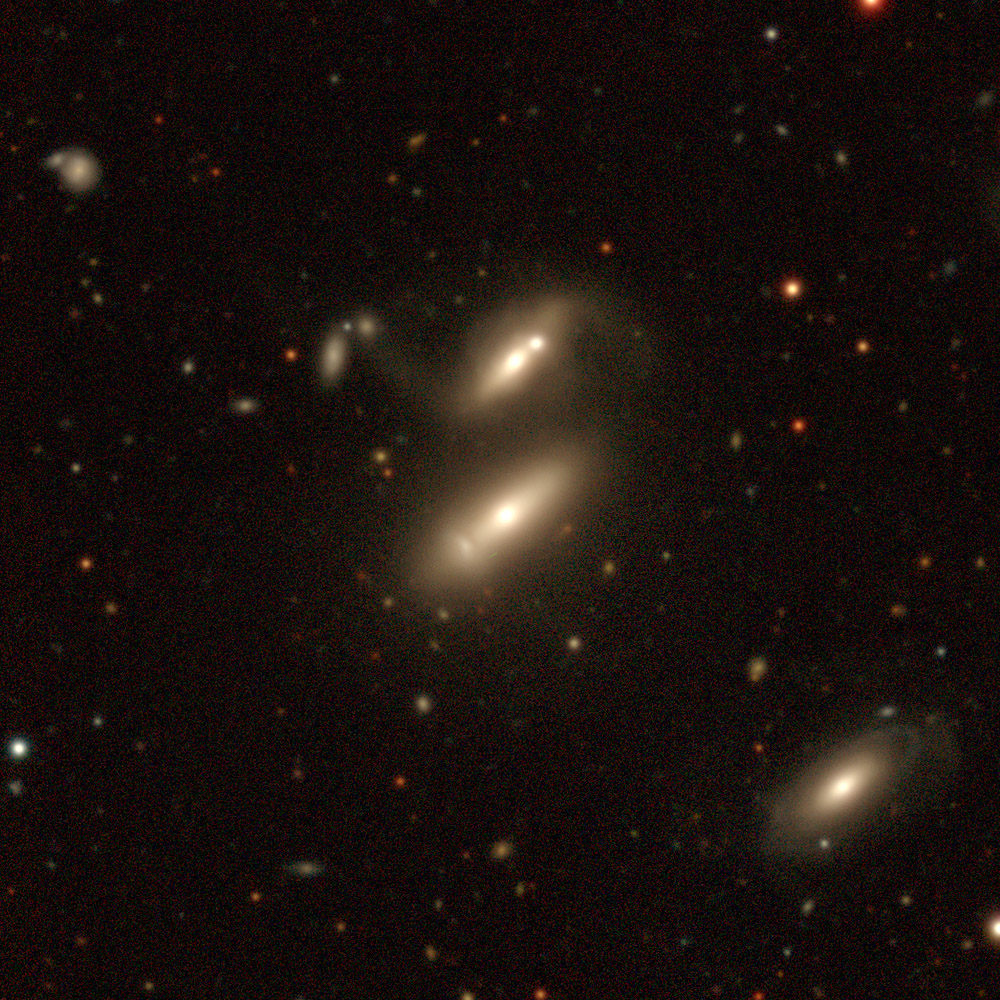
La galaxies NGC 7658 par le projet « Legacy Surveys DR10 ».

NGC 7658 est une paire de galaxies lenticulaires située dans la constellation de la Grue. NGC 7658 a été découverte par l'astronome britannique John Herschel en 1834.
Les deux galaxies de cette paire sont PGC 71432 et PGC 71433. La petite galaxie située au sud-ouest de NGC 7658 est LEDA 124 070. La distance de Hubble de cette galaxie est égale à 151,91 ± 10,67 Mpc (∼495 millions d'al). Cette valaur est comprise dans l'intervalle des valeurs des distances de PGC 71432 (150,28 ± 10,54 Mpc (∼490 millions d'al)) et de PGC 71433 (150,28 ± 10,54 Mpc (∼490 millions d'al)). Bien qu'aucune des sources consultées ne le mentionnent, il semble que l'on soit en présence d'un trio de galaxies. 